# المحقق كونان (الموسم 2)
المحقق كونان هو الموسم الثاني من سلسلة المحقق كونان (باليابانية: 名探偵コナン، تُنطق ميه‌‌تانتيه كۆنان أي المحقق العظيم كونان) تُرجمت رسميًا إلى المُحقق كونان، وهي سلسلة مانغا للكاتب غوشو أوياما حُولِّت إلى مسلسل أنيمي وحلقات أوفا وأفلام أنمي وألعاب فيديو ووسائط أخرى يابانية وقد بدأ عرض السلسلة من 19 أغسطس 1996 ولغاية 14 أبريل 1997.
أُذيعت الحلقة الأولى في 8 يناير 1996 وعرضت الحلقات بالتوالي إلى أن وصلت إلى أكثر من 1,157 حلقة، وبذلك تحتل المركز الخامس عشر في قائمة أكثر الأنيميات من حيث عدد الحلقات. يتم عرض حلقة واحدة من الأنمي أسبوعيًّا على نبون تلفجن إلا في حالات عرض الأفلام فإنها قد تتأجل إلى أسبوعين أو أكثر. تتم دبلجة الأنيمي للغة العربية من قِبَل مركز الزهرة ولا تزال دبلجته مُستمرة لأكثر من ثمانية عشرة سنة منذ سنة 1998، حيث عُرض لأول مرة على تلفزيون قطر، وقد وصلت الحلقات المُدبلجة إلى 582 (551 بالنّظام الياباني) من أصل 1,157 حلقة.
يُعرَض المحقق كونان في اليابان على قناة نيبون تي في وقناة يوميأوري وقناة أنيماكس وقناة YTV اليابانية، وقد لاقى المحقق كونان رواجًا كبيرًا في اليابان حيث احتل مركزًا من ضمن المراكز الستة الأوائل في ست مناسبات مختلفة. وبحسب استطلاعات الرأي التي أجرتها مجلة أنيميج، اعتبر الأنيمي من بين أفضل 20 أنيمي تم إصداره خلال الفترة من عام 1996 ولغاية عام 2001. أيضا احتل المحقق كونان المركز الثالث والعشرين من ضمن قائمة أفضل 100 أنيمي، أجرته شبكة أساهي اليابانية في عام 2005.
توقف الجزء الأول من الدبلجة العربية في الحلقة 39 اليابانية ليصل عدد حلقاته المدبلجة إلى 40 حلقة. عرض بعده بمدة قصيرة الجزء الثاني من الدبلجة ويتكون من 39 حلقة ليتوقف عند الحلقة 77 اليابانية، مع عدم دبلجة الحلقة 73.

## عناوين الحلقات
| #            | #             | عنوان الحلقة | عنوان الحلقة                                 | تفاصيل الحلقة | تفاصيل الحلقة  |
| اليابان      | العالم العربي | باليابانية | بالدبلجة العربية                             | في المانغا    | تاريخ العرض    |
| ------------ | ------------- | --- | -------------------------------------------- | ------------- | -------------- |
| 29           | 30            | جريمة قتل بواسطة الحاسوب 「コンピューター殺人事件」 - Konpyūtā Satsujin Jiken                                                    | جريمة عن طريق الحاسوب                        | فلر           | 19 أغسطس 1996  |
| 30           | 31            | جريمة قتل تزييف وقائع الجريمة 「アリバイ証言殺人事件」 - Aribai Shōgen Satsujin Jiken                                            | الشخص الذي يظن نفسه ذكيا                     | فلر           | 26 أغسطس 1996  |
| 31           | 32            | جريمة قتل في مبنى التلفاز 「テレビ局殺人事件」 - Terebi-kyoku Satsujin Jiken                                                     | جريمة في مبنى التلفاز                        | فصل 102-104   | 2 سبتمبر 1996  |
| 32           | 33            | جريمة قتل في المقهى 「コーヒーショップ殺人事件」 - Kōhī Shoppu Satsujin Jiken                                                    | جريمة في المقهى                              | فصل 105-107   | 9 سبتمبر 1996  |
| 33           | 34            | رحلة فريق التحريات الصغير 「探偵団サバイバル事件」 - Tantei-dan Sabaibaru Jiken                                                  | نجاة فريق التحري                             | فلر           | 14 أكتوبر 1996 |
| 34           | 35            | القاتل الملثم بالضماد: في المنزل الجبلي (الجزء الأول) 「山荘包帯男殺人事件（前編）」 - Sansō Hōtai Otoko Satsujin Jiken (Zenpen) | الرجل الغامض في المنزل الجبلي (الجزء الأول)  | فصل 40-44     | 21 أكتوبر 1996 |
| 35           | 36            | القاتل الملثم بالضماد: في المنزل الجبلي (الجزء الثاني) 「山荘包帯男殺人事件（後編）」 - Sansō Hōtai Otoko Satsujin Jiken (Kōhen) | الرجل الغامض في المنزل الجبلي (الجزء الثاني) | فصل 40-44     | 28 أكتوبر 1996 |
| 36           | 37            | جريمة قتل في الساعة السابعة والنصف من يوم الاثنين 「月曜夜7時30分殺人事件」 - Getsuyō Yoru Shichiji Sanjuppun Satsujin Jiken     | موعد مع الجريمة                              | فلر           | 4 نوفمبر 1996  |
| 37           | 38            | جريمة قتل أزهار الصبار 「サボテンの花殺人事件」 - Saboten no Hana Satsujin Jiken                                                 | قضية زهرة الصبار                             | فلر           | 11 نوفمبر 1996 |
| 38           | 39            | جريمة قتل في أثناء: مهرجان قرية "أكا أوني" الناري 「赤鬼村火祭殺人事件」 - Akaoni Mura Himatsuri Sastujin Jiken                  | جريمة في أثناء حرق الجثة                     | فصل 10-12     | 18 نوفمبر 1996 |
| 39           | 40            | جريمة قتل ابنة مدير الشركة (الجزء الأول) 「資産家令嬢殺人事件（前編）」 - Shisanka Reijō Satsujin Jiken (Zenpen)                 | جريمة قتل الوريثة (الجزء الأول)              | فصل 87-91     | 25 نوفمبر 1996 |
| الجزء الثاني |               | |                                              |               |                |
| 40           | 41            | جريمة قتل ابنة مدير الشركة (الجزء الثاني) 「資産家令嬢殺人事件（後編）」 - Shisanka Reijō Satsujin Jiken (Kōhen)                 | جريمة قتل الوريثة (الجزء الثاني)             | فصل 87-91     | 2 ديسمبر 1996  |
| 41           | 42            | تمزيق علم البطولة 「優勝旗切り裂き事件」 - Yūshōki Kirisaki Jiken                                                                | راية البطولة                                 | فلر           | 9 ديسمبر 1996  |
| 42           | 43            | جريمة قتل في استوديو الموسيقى "الكاراوكي" 「カラオケボックス殺人事件」 - Karaoke Bokkusu Satsujin Jiken                          | الطائر الجريح                                | فصل 45-48     | 16 ديسمبر 1996 |
| 43           | 44            | اختطاف كونان 「江戸川コナン誘拐事件」 - Edogawa Konan Yūkai Jiken                                                                | محاولة اختطاف                                | فصل 49-51     | 13 يناير 1997  |
| 44           | 45            | جريمة قتل وسط الأشقاء الثلاثة من عائلة "هوتا" 「堀田三兄弟殺人事件」 - Hotta Sankyōdai Satsujin Jiken                            | العطر القاتل                                 | فلر           | 20 يناير 1997  |
| 45           | 46            | جريمة قتل قناع الوجه 「顔パック殺人事件」 - Kaopakku Satsujin Jiken                                                              | القناع المضلل                                | فلر           | 27 يناير 1997  |
| 46           | 47            | جريمة قتل في المنزل الجبلي الجليدي 「雪山山荘殺人事件」 - Yukiyama Sansō Satsujin Jiken                                          | القلعة والحصان                               | فصل 99-101    | 3 فبراير 1997  |
| 47           | 48            | جريمة قتل في النادي الرياضي 「スポーツクラブ殺人事件」 - Supōtsu Kurabu Satsujin Jiken                                           | ضوء القمر                                    | فلر           | 10 فبراير 1997 |
| 48           | 49            | جريمة قتل الدبلوماسي (الجزء الأول) 「外交官殺人事件（前編）」 - Gaikōkan Satsujin Jiken (Zenpen)                                 | زيارة خاطفة (الجزء الأول)                    | فصل 92-96     | 17 فبراير 1997 |
| 49           | 50            | جريمة قتل الدبلوماسي (الجزء الثاني) 「外交官殺人事件（後編）」 - Gaikōkan Satsujin Jiken (Kōhen)                                 | زيارة خاطفة (الجزء الثاني)                   | فصل 92-96     | 24 فبراير 1997 |
| 50           | 51            | جريمة قتل في المكتبة 「図書館殺人事件」 - Toshokan Satsujin Jiken                                                                | الكتب القاتلة                                | فصل 97-98     | 3 مارس 1997    |
| 51           | 52            | جريمة قتل في ملعب الغولف 「ゴルフ練習場殺人事件」 - Gorufu Renshūjō Satsujin Jiken                                               | كرة النار                                    | فلر           | 10 مارس 1997   |
| 52           | 53            | أسطورة الغول ذو الأنف الطويل (حلقة خاصة لمدة ساعة) 「霧天狗伝説殺人事件」 - Kiri-tengu Densetsu Satsujin Jiken                   | أزهار الكرز (الجزء الأول)                    | فصل 108-110   | 17 مارس 1997   |
| 52           | 54            | أسطورة الغول ذو الأنف الطويل (حلقة خاصة لمدة ساعة) 「霧天狗伝説殺人事件」 - Kiri-tengu Densetsu Satsujin Jiken                   | أزهار الكرز (الجزء الثاني)                   | فصل 108-110   | 17 مارس 1997   |
| 53           | 55            | جريمة قتل السلاح الغامض 「謎の凶器殺人事件」 - Nazo no Kyōki Satsujin Jiken                                                      | صراخ في البناء المتصدع                       | فلر           | 7 أبريل 1997   |
| 54           | 56            | جريمة قتل في شركة ألعاب الفيديو 「ゲーム会社殺人事件」 - Gēmu-gaisha Satsujin Jiken                                              | الحقيبة المتفجرة                             | فصل 114-116   | 14 أبريل 1997  |